# Bolzova ploskev
Bolzova ploskev (tudi kompleksna algebrska Bolzova krivulja) je kompaktna Riemannova ploskev z rodom 2 in z največjim možnim redom konformno grupo avtomorfizma te vrste roda, kar je 48. Afini model Bolzove ploskve se dobi kot geometrijsko mesto enačbe:
{\displaystyle y^{2}=x^{5}-x\!\,}
v {\displaystyle \mathbb {C} ^{2}}. Med vsemi hiperboličnimi ploskvami z rodom 2 ima najvišjo sistolo. 
Imenuje se po nemškem matematiku Oskarju Bolzu (1857 – 1942).

## Trikotniška ploskev
Bolzova ploskev je trikotniška ploskev (2 3 8) (glej Schwarzev trikotnik). Bolj natančno to pomeni, da je Fuchsova grupa, ki definira Bolzovo ploskev, podgrupa vseh grup, ki nastanejo z zrcaljenjem na stranicah hiperboličnega trikotnika s koti {\displaystyle {\frac {\pi }{2}},{\frac {\pi }{3}},{\frac {\pi }{8}}}.  